# Бутаки (Челябінська область)
Бутаки (рос. Бутаки) — присілок у Сосновському районі Челябінської області Російської Федерації.
Входить до складу муніципального утворення Полетаєвське сільське поселення. Населення становить 1016 осіб (2010).

## Історія
Від січня 1924 року належить до Сосновського району Челябінської області (спочатку Челябінського району).
Згідно із законом від 9 липня 2004 року органом місцевого самоврядування є Полетаєвське сільське поселення.

## Населення
| 2002 | 2010  |
| ---- | ----- |
| 1044 | ↘1016 |